# حقوق الإنسان في قطر
حقوق الإنسان في قطر هي الحقوق الفردية للسكان في قطر. قطر, كانت في السابق محمية بريطانية، وأعلن الاستقلال رسميا يوم 3 سبتمبر 1971. وهو نظام ملكي مطلق، بقيادة تميم بن حمد آل ثاني، الذي جاء إلى السلطة بعد تنازل والده حمد بن خليفة آل ثاني له عنها. تحت قيادة حمد، دخلت قطر فترة من التحرير السريع والتحديث، وضمن المعايير الإسلامية.

## المشاركة السياسية
طالبت منظمات لحقوق الإنسان ومقرها جنيف دولة قطر بإلغاء التشريعات الاستثنائية خاصة في قانوني حماية المجتمع ومكافحة الإرهاب، لأنهما يعملان على الاحتجاز القهري والسري. وشددت المنظمة في تقريرها على ضرورة أن تقوم حكومة قطر بإصلاحات سياسية في اتجاه مشاركة حقيقية للمواطنين في الحياة العامة للبلد وإنشاء البرلمان المنصوص عليه في الدستور وتنظيم انتخابات بالاقتراع العام لتحديد ثلثي الأعضاء القابلين للترشح، داعية إلى ترسيخ مبدأ عدم خضوع القضاة للعزل بتوسيعه ليشمل جميع قضاة البلد بما فيهم الأجانب المرتبطين بعقود وذلك من أجل تأمين استقلالية حقيقية للعدالة.
وفي سياق توصياتها للحكومة القطرية، طالبت بـاتخاذ التدابير اللازمة لمحاربة الحرمان من الجنسية طبقا لمعاهدة تقليص حالات الحرمان من الجنسية بتاريخ 30 أغسطس 1961، وبذلك منح الحق في العفو لجميع الأشخاص المدانين في مايو 2001 بعد المحاولة الانقلابية لسنة 1995، وذلك طبقا لمبدأ المساواة بين المواطنين في الحقوق والواجبات.
وعلى الرغم من أن القوانين الوطنية للإجراءات الجنائية في البلد تؤمن إطارا قانونيا للمتابعات وترسم حدود الاحتجاز في إطار الحراسة النظرية كما تشير إلى إمكانية أن يقوم عضو في هيئة المحكمة بزيارة ومراقبة الأماكن المقررة قانونيا للاحتجاز، إلا أن التقارير تؤكد بأن الأشخاص الذين تم اعتقالهم بموجب قوانين الاستثناء خاصة قانون حماية المجتمع لا يتمتعون بالحماية التي يرغب المشرع في منحها لهم في إطار مقتضيات قانون الإجراءات الجنائية، إذ يتم عموما اعتقالهم واستنطاقهم من طرف مصالح الاستعلامات. ثم يتم احتجازهم لمدة غير محددة في مباني أمن الدولة التي لا تخضع لسلطة وزارة العدل والتي لم تحدد كمكان للاحتجاز يمكن للنيابة العامة أن تمارس عليه إجراءات المراقبة والحراسة، كما هو مقرر في الفصل 395 من قانون الإجراءات الجنائية. وبذلك لا يمكن للأشخاص المعتقلين في هذه الظروف القيام بأي طعن أمام أية سلطة سواء كانت قضائية أو غير قضائية.

## قضية قبيلة الغفران
تابعت منظمات لحقوق الإنسان تطورات الوضع المأساوي المترتب على القرار الصادر من الحكومة القطرية في حق المئات من الأسر القطرية والذي يقضي بفصلهم من أعمالهم وحرمانهم من جميع امتيازات المواطنة مثل العلاج والتعليم والكهرباء والماء ومزاولة النشاط التجاري ومطالبتهم بتسليم مساكنهم، وتعديل أوضاعهم بعد سحب الجنسية القطرية منهم. وكانت الحكومة القطرية، قد أصدرت قرارا في أكتوبر 2004 بسحب الجنسية عن أكثر من خمسة آلاف مواطن قطري ينتمي أغلبهم لفرع الغفران الذي ينتمي لقبيلة آل مرة، تحت زعم أن تلك القبيلة تنحدر من الدولة السعودية وأنهم ما زالوا يحتفظون بالجنسية السعودية.
وقد قال العديد من المواطنين القطريين الذين جردت منهم جنسيتهم وينحدرون من قبيلة آل مرة، أن حملهم لجنسيتين ليس هو السبب الحقيقي، حيث ما زال الآلاف من قبائل أخرى يحملون أكثر من جنسية بجانب جنسيتهم القطرية، بل أن السبب الحقيقي هو انتقاما لهم بسبب مشاركة بعض أفراد هذه القبيلة في الانقلاب الفاشل عام 1995. إلا أن عقاب قبيلة بأكملها عن فعل ارتكبه أفراد يتنافى مع قواعد القانون والعدالة. وطالبت المنظمة الحكومة القطرية بأن تراجع موقفها، وتراعي قواعد العدل والإنصاف، بإلغاء أو تعديل هذا القرار الجائر. كما طالبت أيضا اللجنة الوطنية لحقوق الإنسان في قطر، على القيام بواجبها بالإعلان عن المثالب التي تطال هذا القرار والدفاع عن ضحاياه.

## حرية التعبير في القطر
رغم ما قامة به قناة الجزيرةالقطرية لبث ونشر بعض الحركات الشعبية العربية (التي لا تعارض مصالح الملكية المطلقة القطرية مثل االانتفاضة البحرينية ونقص تغطيتها)

وقد قُبض على الشاعرالقطري محمد بن الذيب العجمي في نوفمبر 2011 بعد نشر قصيدته بعنوان «قصيدة الياسمين»،
والتي وجه فيها انتقادات للحكومات العربية والحكومات الملكية في الخليج، قائلاً: «كلنا تونس بوجه النخبة القمعية».
لقد حُوكم الشاعر في 29 نوفمبر 2012، بالسجن مدى الحياة، بتهمة التحريض على «الإطاحة بنظام الحكم» و«إهانة الأمير».
انتقدت منظمة العفو الدولية الحكم ووصفته «بالحكم الفاضح». كما أكدت، في بيان أصدرته الجمعة، أن الحكم يُعتبر «اعتداءً صارخاً على حرية التعبير.»
انتقدت هيومن رايتس ووتش أيضا هذا القرار فقال جو ستورك، نائب المدير التنفيذي لقسم الشرق الأوسط وشمال أفريقيا في هيومن رايتس ووتش: «بعد كل المواقف التي قدمت من خلالها قطر نفسها كداعم للحرية، اتضح أنها حريصة على إسكات أصوات مواطنيها. ومن الصعوبة بمكان مقارنة سخرية بن الذيب المزعومة من حكام قطر بالسخرية التي يجلبها هذا الحُكم على مكانة قطر كمركز إقليمي للحرية الإعلامية»
في 12 مايو 2022، نشر المرصد الأورومتوسطي لحوق الإنسان تقريرًا وثق فيه انتهاك واضح لوضع البلاد في حرية التعبير عن الرأي، حيث أصدرت محكمة قطرية أحكامًا جائرة بالسجن المؤبد على معارضين بسبب مشاركتهم في مظاهرات واحتجاجات سلمية طالبت بإلغاء قانون مجلس الشورى. وأضاف المرصد أن الحكم الغيابي بالسجن المؤبد على الشاعر «محمد بن راشد بن الذيب العجمي»، وعلى «محمد حمد محمد المري» بالسجن 15 عامًا وإحالة 7 مواطنين بينهم المحامي «هزاع المرّي» إلى النيابة العامة بسبب المشاركة في الاحتجاجات السلمية على قانون انتخابات مجلس الشورى يتنافى مع العهد الدولي الخاص بالحقوق المدنية والسياسية ويحرم الأفراد في حق التعبير عن آرائهم بحرّية وعقد التجمعّات السلمية دون ملاحقة أو تجريم.